# 潘壘
潘壘（1926年8月4日—2017年7月22日），原名潘承德，又名潘磊，筆名心曦，越南華僑，台灣著名電影導演和作家，被譽為「台灣藝術電影之父」。

## 生平
潘壘於1927年出生於越南海防。二戰期間，潘壘隨家人移居中國雲南，並於昆明就讀中學。其曾於二戰時期自願從軍，1949年因國共戰爭移居台灣。來臺後，潘壘原本在台北的小型百貨公司任職，爾後他創辦了《寶島文藝》月刊，並持續創作《紅河三部曲》、《魔鬼樹》、等小說。
1950年代末期，潘壘開始將自己的小說《血渡》改編成劇本。在當時的中央電影公司總經理李葉的推薦下，他加入中影成為電影編劇。他的第一步執導作品《合歡山上》由當時知名臺語女演員小艷秋演出。
1962年，潘壘拍攝電影《颱風》參加亞洲影展（亞太影展前身），最後由唐寶雲得到亞洲影展最佳女配角和金馬獎最佳女配角。本片讓潘壘知名度大為提升，引起香港邵氏公司創辦人邵逸夫注意。潘壘最後在台灣組成「邵氏外景隊」拍攝多部劇情片，將蘭嶼、阿里山等台灣風景收錄其作。